# アルシンド・サルトーリ
アルシンド（Alcindo Sartori, 1967年10月21日 - ）は、ブラジル・パラナ州メジアネイラ出身の元サッカー選手。サッカー指導者。ポジションはフォワード（FW）。
日本のJリーグの草創期に、ジーコの誘いで来日し、鹿島アントラーズで、71試合の出場で50ゴールを記録。移籍先のヴェルディ川崎でも活躍した。その一方、審判とのトラブル、球団との待遇面での対立なども少なくなかった。
長男のイゴールもサッカー選手で2011年には鹿島アントラーズに所属。鹿島アントラーズ史上、初の親子2代の外国籍選手となった。

## 経歴
CRフラメンゴの下部組織で育ち、1986年にトップデビューした。フラメンゴではジーコやジュニオールと共にプレーした。フラメンゴではポジションを得られず、1987年にフラメンゴがコパ・ウニオンを制覇した際には、ベベットやレナト・ガウショの控えとなった。
1987年にはU-20ブラジル代表の一員としてFIFAワールドユース選手権に出場。4試合すべてに出場して2得点を挙げている。
1990年にCRフラメンゴを離れ、サンパウロへ移籍した。しかし、サンパウロでのキャリアは非常に短く、翌年にはグレミオに移籍して2シーズン在籍した。
1993年、鹿島アントラーズが負傷離脱した石井正忠のポジションを出来る選手を鹿島が探していたことから、ジーコから勧誘を受け、新たに設立された日本のプロサッカーリーグ、Jリーグのアントラーズに移籍。中盤の左サイドでの起用が想定されて入団したが、FWとして起用されることとなった。開幕戦の名古屋グランパスエイト戦では2得点を挙げ、更にジーコのゴールをアシストして勝利した。6月19日には再び対戦したグランパスエイトに対しハットトリックを記録するなど、ゴールを量産。ジーコが負傷離脱した中、サントスと共にサントリーシリーズ優勝の原動力となった。こうした活躍で、テレビ出演やコマーシャル出演するなど一躍時の人となった。チャンピオンシップではヴェルディ川崎に敗れたが、この時挙げたゴールを自身のベストゴールの一つに挙げた。
1994年までの鹿島在籍中、71試合の出場で50ゴールを記録したが、契約更新の際、金銭面でフロントと対立したことで退団。
1995年はヴェルディ川崎へと移籍した。V川崎に移籍して1シーズン目は19得点を記録、セカンドステージ優勝をしたものの、Ｖ川崎でも契約更新の際、金銭面を巡って1年で退団。
1996年はジャパンフットボールリーグのコンサドーレ札幌へ移籍した。しかし、4月28日の富士通川崎戦で判定を不服とし審判に対し15回に渡って「バカ」と罵倒、4試合の出場停止処分を受け、さらに6月9日の大塚製薬戦で再び退場処分を受けると、その責任を感じ同チームを退団。コリンチャンスへ移籍した。
1997年、再びヴェルディ川崎に戻り、その年は出場16試合で10得点した。
キャリアの終盤には、カボフリエンセとジーコが設立したCFZでプレーした。
引退後はブラジルに帰国し、父の農場経営を引き継いだ。
2015年2月、ブラジル女子サッカーチームのフォス・カタラタスの監督に就任した 。

## 個人成績
| 国内大会個人成績 | 国内大会個人成績 | 国内大会個人成績 | 国内大会個人成績 | 国内大会個人成績             | 国内大会個人成績 | 国内大会個人成績 | 国内大会個人成績 | 国内大会個人成績 | 国内大会個人成績 | 国内大会個人成績 | 国内大会個人成績 |
| 年度             | クラブ           | 背番号           | リーグ           | リーグ戦                     | リーグ戦         | リーグ杯         | リーグ杯         | オープン杯       | オープン杯       | 期間通算         | 期間通算         |
| 年度             | クラブ           | 背番号           | リーグ           | 出場                         | 得点             | 出場             | 得点             | 出場             | 得点             | 出場             | 得点             |
| ブラジル         | ブラジル         | ブラジル         | ブラジル         | リーグ戦                     | リーグ戦         | ブラジル杯       | ブラジル杯       | オープン杯       | オープン杯       | 期間通算         | 期間通算         |
| ---------------- | ---------------- | ---------------- | ---------------- | ---------------------------- | ---------------- | ---------------- | ---------------- | ---------------- | ---------------- | ---------------- | ---------------- |
| 1986             | フラメンゴ       |                  |                  |                              |                  |                  |                  |                  |                  |                  |                  |
| 1987             | フラメンゴ       |                  |                  |                              |                  |                  |                  |                  |                  |                  |                  |
| 1988             | フラメンゴ       |                  |                  |                              |                  |                  |                  |                  |                  |                  |                  |
| 1989             | フラメンゴ       |                  |                  |                              |                  |                  |                  |                  |                  |                  |                  |
| 1990             | フラメンゴ       |                  |                  |                              |                  |                  |                  |                  |                  |                  |                  |
| 1991             | サンパウロ       |                  |                  |                              |                  |                  |                  |                  |                  |                  |                  |
| 1992             | グレミオ         |                  |                  |                              |                  |                  |                  |                  |                  |                  |                  |
| 日本             | 日本             | 日本             | 日本             | リーグ戦                     | リーグ戦         | リーグ杯         | リーグ杯         | 天皇杯           | 天皇杯           | 期間通算         | 期間通算         |
| 1993             | 鹿島             | -                | J                | 28                           | 22               | 5                | 2                | 5                | 3                | 38               | 27               |
| 1994             | 鹿島             | -                | J                | 43                           | 28               | 1                | 0                | 0                | 0                | 44               | 28               |
| 1995             | V川崎            | -                | J                | 38                           | 19               | -                | -                | 2                | 1                | 40               | 20               |
| 1996             | 札幌             | 11               | 旧JFL            | 5                            | 1                | -                | -                | -                | -                | 5                | 1                |
| ブラジル         | ブラジル         | ブラジル         | ブラジル         | リーグ戦                     | リーグ戦         | ブラジル杯       | ブラジル杯       | オープン杯       | オープン杯       | 期間通算         | 期間通算         |
| 1996             | コリンチャンス   |                  |                  |                              |                  |                  |                  |                  |                  |                  |                  |
| 1997             | フルミネンセ     |                  |                  |                              |                  |                  |                  |                  |                  |                  |                  |
| 日本             | 日本             | 日本             | 日本             | リーグ戦                     | リーグ戦         | リーグ杯         | リーグ杯         | 天皇杯           | 天皇杯           | 期間通算         | 期間通算         |
| 1997             | V川崎            | 21               | J                | 16                           | 10               | 0                | 0                | 0                | 0                | 16               | 10               |
| ブラジル         | ブラジル         | ブラジル         | ブラジル         | リーグ戦                     | リーグ戦         | ブラジル杯       | ブラジル杯       | オープン杯       | オープン杯       | 期間通算         | 期間通算         |
| 1998             | フルミネンセ     |                  |                  |                              |                  |                  |                  |                  |                  |                  |                  |
| 1999             | カボフリエンセ   |                  |                  |                              |                  |                  |                  |                  |                  |                  |                  |
| 2000             | CFZ              |                  |                  |                              |                  |                  |                  |                  |                  |                  |                  |
| 通算             | ブラジル         | ブラジル         |                  | \|\|\|\|\|\|\|\|\|\|\|\|\|\| |                  |                  |                  |                  |                  |                  |                  |
| 通算             | 日本             | 日本             | J                | 125                          | 79               | 6                | 2                | 7                | 4                | 138              | 85               |
| 通算             | 日本             | 日本             | 旧JFL            | 5                            | 1                | -                | -                | -                | -                | 5                | 1                |
| 総通算           | 総通算           | 総通算           | 総通算           | \|\|\|\|\|\|\|\|\|\|\|\|\|\| |                  |                  |                  |                  |                  |                  |                  |

その他の公式戦
- 1993年
  - Jリーグチャンピオンシップ 2試合1得点
- 1995年
  - サンワバンクカップ 1試合0得点
  - スーパーカップ 1試合1得点
  - Jリーグチャンピオンシップ 2試合0得点

## タイトル
CRフラメンゴ
- リオデジャネイロ州選手権：1回（1986）
- グアナバラ杯：2回（1988、1989）
- リオ杯：1回（1986）
- リオデジャネイロスポーツ記者協会杯：1回（1986）
- リンフィールドFC百周年杯：1回（1986）
- コパ・ウニオン、モドゥロ・ヴェルデ：1回（1987）
- Taça Euzebio de Andrade：1回（1987）
- Torneio EL Gabón：1回（1987）
- Torneio Internacional de Angola：1回（1987）
- Troféu João Havelange：1回（1987）
- Taça Governador Jader Ribeiro：1回（1988）
- トロフェオ・コロンビーノ：1回（1988）
- キリンカップ：1回（1988）
- Copa Porto de Hamburgo：1回（1988）
- Troféu Classico das Multidoes：1回（1989）
- Troféu Seis Anos da Rede Manchetes de Televisão：1回（1989）
- マールボロ・カップ：1回（1990）
- コパ・ド・ブラジル：1回（1990）
- Torneio de Verão de Nova Friburgo：1回（1990）
- Taça Associação dos Cronistas Esportivos de Sergipe：1回（1990）
- Copa Sharp：1回（1990）
- Torneio Quadrangular de Varginha：1回（1990）

グレミオFBPA
- カンピオナート・ガウショ：1回（1993）

鹿島アントラーズ
- Jリーグ（1stステージ）：1回（1993）
- メイヤーズカップ：1回（1993）
- PEPSI CUP：1回（1993）

ヴェルディ川崎
- XEROX SUPER CUP：1回（1995）

SCコリンチャンス・パウリスタ
- ラモン・デ・カランサ杯：1回（1996）

フルミネンセFC
- Copa Rio de Janeiro：1回（1998）

個人
- 鹿島アントラーズ功労賞（2013）

## エピソード
- Jリーグブームの頃にはペプシ、アデランス、日清などのコマーシャルにも出演するなどの人気を集め、特にアデランスCMでの「アルシンドになっちゃうよ！」、「友達ならあたりまえ」というフレーズも大きな話題となった[9]。また、その人気にあやかって、鹿島のソバ屋で「あるしん丼」という料理も売られた[10]。
- ブラジルのサッカー選手はジーコやペレなど、サッカーネームを使う選手も多いが、アルシンドはイタリア移民2世のために姓名が短かったことから本名でプレーした。
- 2011年3月、縁のある日本が東北地方太平洋沖地震で大惨事となり心を痛めていたが、同年4月にジーコの呼びかけで南米でチャリティーマッチを行った。ドゥンガ、ロマーリオなどと共にプレーした。また、同年6月にはカシマスタジアムで行われた震災復興チャリティーイベント SMILE AGAIN〜YELL FROM KASHIMA〜に参加。「ANTLERS LEGENDS」のメンバーとして、鹿島OBや長男のイゴールと同じチームでともにプレーした。
- 2013年5月11日、「Jリーグ20周年 アニバーサリーマッチ」と銘打たれた浦和－鹿島戦にて元浦和所属のポンテと共に試合前のセレモニーに参加した。
- 2021年10月、千葉県の建設会社「駒崎興業」主催による講演会に来日した[11]

## CD
- 1994年 ソニーレコードから「アルシンドの大冒険 フォルツァ/カンプ」をアルシンド合唄団 with IN FIGHTのリードヴォーカルを務める形でリリースした。
- 1996年 ジーコレーベルから「友達ならあたりまえ!/なっちゃうよ」をアルシンド＆3WEとして発売された。この曲は『Jリーグ A GOGO!!』の挿入歌としても使用された。

## 著書
- アルシンドが教えるスーパーシュートテクニック（ナガセ・東進ブックス 1994年10月刊）ISBN 978-4931256927